# Лиза Тэтчер
Лиза Тэтчер (англ. Lysa Thatcher, род. 1 января 1959, Редвуд-Сити, Калифорния) — бывшая американская порноактриса 1970-х и 1980-х годов. Участница зала славы XRCO c 2008 года.

## Биография
Родилась 1 января 1959 года в Редвуд-Сити, Калифорния. В 1979 году, в возрасте 20 лет, дебютировала в порноиндустрии. Выглядела младше своего возраста и в ранних работах играла роли студенток, наивных «нимфеток», умело используя свою сексуальность, что сделало Лизу одним из самых запоминающихся образов актрис эпохи порношика.
Снималась для таких студий, как VCA Pictures, VCX, Caballero, Western Visuals, TVX, Gourmet/GVC, Command Cinema, Arrow Productions, Alpha Blue, Intropics Video, Superior, Film Collectors и другие.
Ушла из индустрии в 1984 году, снявшись в общей сложности в 77 фильмах. В 2008 году была введена в Зал славы XRCO.

## Избранная фильмография
- American Desire[3]
- Blondes Have More Fun[4]
- Coed Fever[5]
- Daisy May[6]
- Editor’s Choice 2[7]
- Holly McCall Collection[8]
- Lesbian Pajama Party[9]
- My Teenage Anal Diary[10]
- Neon Nights[11]
- On White Satin[12]
- Playthings[13]
- Satisfiers of Alpha Blue[14]
- Touch Me in the Morning[15].